# Еник тип A2
Еник тип A2 (фр. Unic Type A2) је аутомобил произведен 1905. године од стране француског произвођача аутомобила Еник. 